# Ethiopian Broadcasting Corporation
Ethiopian Television (ETV) är ett TV-bolag som ansvarar för utsändningen i Etiopien. ETV grundades 1964, under kejsare Haile Selassies tid, med teknisk hjälp från det brittiska företaget Thomson, och grundandet hörde samman med OAU:s möte i Addis Abeba detta år. Färg-TV infördes 1982.
ETV ägs av etiopiska staten. 

## Kanaler
- ETV1 Företagets och landets största och viktigaste kanal. Kanalen sänder ut minst 30 program per dag.
- ETV2 TV-kanalen med mer nyhetsfördjupning och dokumentärfilmer.

## Tittarandel
- ETV1 77,3%
- ETV2 22,7%